# Minami Takayama
Minami Takayama (高山 みなみ?, Takayama Minami), pseudonimo di Izumi Arai (新井 泉?; Tokyo, 5 maggio 1964), è una doppiatrice e cantante giapponese.

## Biografia
Fa parte della società di doppiaggio 81 Produce e del duo J-Pop, TWO-MIX, mentre prima era impegnata con la girl-band DoCo. Era sposata con il famoso mangaka Gōshō Aoyama, creatore della serie Detective Conan. 
È famosa per aver dato voce ad alcuni personaggi molto famosi in alcuni anime giapponesi, tra i quali spiccano Nabiki Tendo in Ranma ½, Hao Asakura in Shaman King, Envy in Fullmetal Alchemist: Brotherhood, Conan Edogawa in Detective Conan.
Curiosamente, Aoyama ha fatto apparire la moglie e Shiina Nagano, l'altro membro dei Two-Mix, in un capitolo del manga di Detective Conan, nel quale vengono rapiti e successivamente salvati dal protagonista, Conan Edogawa, che nella trasposizione televisiva è doppiato dalla stessa Minami. La cosa è ironizzata nel manga, e nel corrispondente episodio televisivo, quando Mitsuhiko Tsuburaya nota che «la voce di Minami e quella di Conan sono uguali» (Detective Conan volume 15, file 4).

## Doppiaggio

### Anime
- Berserk (Grifis (bambino))
- Claymore  (Irene)
- Danganronpa 3: The end of Kibougamine no gakuen - Zetsubou-hen" (Hajime Hinata)
- Danganronpa 3: The end of Kibougamine no gakuen - Mirai-hen" (Hajime Hinata)
- Detective Conan (Conan Edogawa, Shinichi Kudo bambino, Minami Takayama, Aoko Nakamori, Goro)
- Digimon Fusion Battles (Taiki Kudo)
- Fullmetal Alchemist: Brotherhood (Envy)
- GeGeGe no Kitaro (Kitarō)
- HeartCatch Pretty Cure! (Dark Pretty Cure)
- I cieli di Escaflowne (Dilandau Albatou/Serena, Principe Cid)
- Kenichi (Nanjō Kisara)
- Kenshin samurai vagabondo (Yahiko Myōjin)
- Kirby (Knuckle Joe)
- Magic Knight Rayearth (Ascot)
- Pokémon (Richie)
- Piccolo Lord (Roy)
- Pretty Rhythm: Dear My Future (Yong Hwa)
- Ranma ½ (Nabiki Tendo)
- Ranma ½ (serie animata 2024) (Nabiki Tendo)
- Shaman King (Hao Asakura)
- Shaman King (serie animata 2021) (Hao Asakura)
- Shaman King Flowers (Hao Asakura)
- Shin Chan (Keiko Honda)
- Soul Taker (Mio Date)
- Un fiocco per sognare, un fiocco per cambiare (Ichiko Kamikua)
- Una classe di monelli per Jo (Tommy)
- Yaiba (Yaiba Kurogane)
- Yu degli spettri (Mukuro)

### Special televisivi anime
- City Hunter Special: Arrestate Ryo Saeba! (Sayaka Asagari, Sayuri Claudia)
- Lupin Terzo vs Detective Conan (Conan Edogawa)

### Film anime
- Kiki - Consegne a domicilio (Kiki, Ursula)

- Film di Detective Conan (Conan Edogawa)
- Digital Monster X-Evolution (Dorumon)
- Chō gekijōban Keroro gunsō 3: Keroro tai Keroro - Tenkū dai kessen de arimasu! (Shivava)
- Lupin III: The Movie - Dead or Alive (Oleander)
- Il castello invisibile (Masamune)

### Film live action
- 1999 nen no natsu yasumi (Kaoru Fujiwara)

### Videogiochi
- Dead or Alive 5 (Pai Chan)
- Detective Conan: Il caso Mirapolis (Conan Edogawa)
- Danganronpa 2: Goodbye Despair (Hajime Hinata/Izuru Kamukura)
- Danganronpa V3: Killing Harmony (Hajime Hinata)
- Dengeki Bunko: Fighting Climax (Pai Chan)
- Dragalia Lost (Jupiter)
- Dragon Quest Rivals (Francis)
- Fire Emblem Heroes (Eitri)
- Granblue Fantasy (Threo, Conan Edogawa)
- Gungrave Overdose (Denito Creale Corsione)
- Kid Icarus: Uprising (Pit, Pit Oscuro)
- Kirby e la terra perduta (Dream Discoveries Tour Guide)
- Linda Cube (Linda)
- Magic Knight Rayearth (Ascot)
- Mega Man X7 (Axl)
- Mega Man X: Command Mission (Axl)
- Mega Man X8 (Axl)
- Ore no Shikabane o Koete Yuke (Kitsuto)
- Oreshika: Tainted Bloodlines (Kitsuto/Akeboshi no Ō͘ji)
- Project X Zone (Pai Chan)
- Project X Zone 2 (Pai Chan)
- Psychic Force (Emilio Michaelov)
- Psychic Force Puzzle Taisen (Emilio Michaelov)
- Psychic Force 2012 (Emilio Michaelov)
- Rapid Reload (Raquel)
- Shaman King: Spirit of Shamans (Hao Asakura)
- Shaman King: Soul Fight (Hao Asakura)
- Shaman King: Funbari Spirits (Hao Asakura)
- Super Smash Bros. Brawl (Pit, Knuckle Joe)
- Super Smash Bros. per Nintendo 3DS e Wii U (Pit, Pit Oscuro, Knuckle Joe)
- Super Smash Bros. Ultimate (Pit, Pit Oscuro, Knuckle Joe)
- Tales of Symphonia (Mithos)
- The King of Fighters: All Star (Pai Chan)
- Virtua Fighter 3 (Pai Chan)
- Virtua Fighter 4 (Pai Chan)
- Virtua Quest (Pai Chan)
- Virtua Fighter 5 (Pai Chan)